# Olympische Geschichte Afghanistans
| Gelbes Symbol für Goldmedaillen mit stilisierten Olympischen Ringen | Graues Symbol für Silbermedaillen mit stilisierten Olympischen Ringen | Braundes Symbol für Bronzemedaillen mit stilisierten Olympischen Ringen |
| ------------------------------------------------------------------- | --------------------------------------------------------------------- | ----------------------------------------------------------------------- |
| —                                                                   | —                                                                     | 2                                                                       |

Das Afghanistan National Olympic Committee ist das Nationale Olympische Komitee von Afghanistan. Es wurde 1935 gegründet und im Jahr darauf vom Internationalen Olympischen Komitee aufgenommen.
Seit 1936 nimmt Afghanistan an Olympischen Sommerspielen teil, zu Olympischen Winterspielen wurden bislang keine Athleten entsandt. Jugendliche Sportler wurden zu beiden bislang ausgetragenen Jugend-Sommerspielen geschickt.
Afghanische Sportler nahmen in folgenden Sportarten teil: Ringen (Freistilringen und griechisch-römisches Ringen), Boxen, Leichtathletik, Hockey, Fußball, Judo und Taekwondo.

## Teilnahmen
Zu den Olympischen Spielen 1936 in Berlin wurden 15 Athleten entsandt. 13 von ihnen gehörten der afghanischen Hockeymannschaft an, hinzu kamen zwei Leichtathleten. Die Hockeymannschaft belegte den fünften Platz. Zu den Mannschaftsmitgliedern gehörte Muhammad Asif, der mit 17 Jahren der bislang jüngste afghanische Sportler bei Olympischen Spielen ist. Der erste afghanische Individualsportler war der 100-Meter-Läufer Mohammad Khan.
Mit einer Fußball- und einer Hockeymannschaft nahm Afghanistan 1948 an den Spielen von London teil. Die Fußballmannschaft scheiterte mit einem 0:6 in der Qualifikationsrunde an Luxemburg, die Hockeymannschaft erreichte den siebten Platz. Insgesamt waren 25 Sportler in London dabei, das bislang größte afghanische Kontingent.
1952 wurde auf eine Teilnahme verzichtet. 1956 nahm wieder eine Hockeymannschaft am olympischen Turnier teil. Die Mannschaft wurde 11.
1960 nahmen, neben sechs Leichtathleten, erstmals afghanische Ringer teil, die alle im Freistilringen antraten. Unter ihnen war Amir Jan Khalunder, ein Freistilringer im Leichtgewicht, der mit 35 Jahren der bislang älteste Sportler Afghanistans an Olympischen Spielen war. 1964 wurden nur Ringer entsandt. Neben fünf Freistilringern gingen auch drei Athleten im griechisch-römischen Stil an den Start. Erfolgreichster Teilnehmer war der Freistilringer Mohammad Ebrahimi, der im Federgewicht den fünften Platz erreichte. 1968 beschränkte man sich mit dem Freistilringen, bei dem fünf Athleten an den Start gingen. Auch in München 1972 nahmen nur Ringer teil, drei im Griechisch-römischen Stil und fünf Freistilringer.
Afghanistan blieb den Spielen von Montreal 1976 fern. 1980 gingen elf afghanische Sportler in Moskau an den Start. Neben acht Ringern nahmen auch erstmals Boxer an Olympischen Spielen teil. Die Spiele 1984 in Los Angeles wurden boykottiert. Fünf Freistilringer starteten dann 1988 in Seoul. 1992 in Barcelona verzichtete man auf eine Teilnahme.

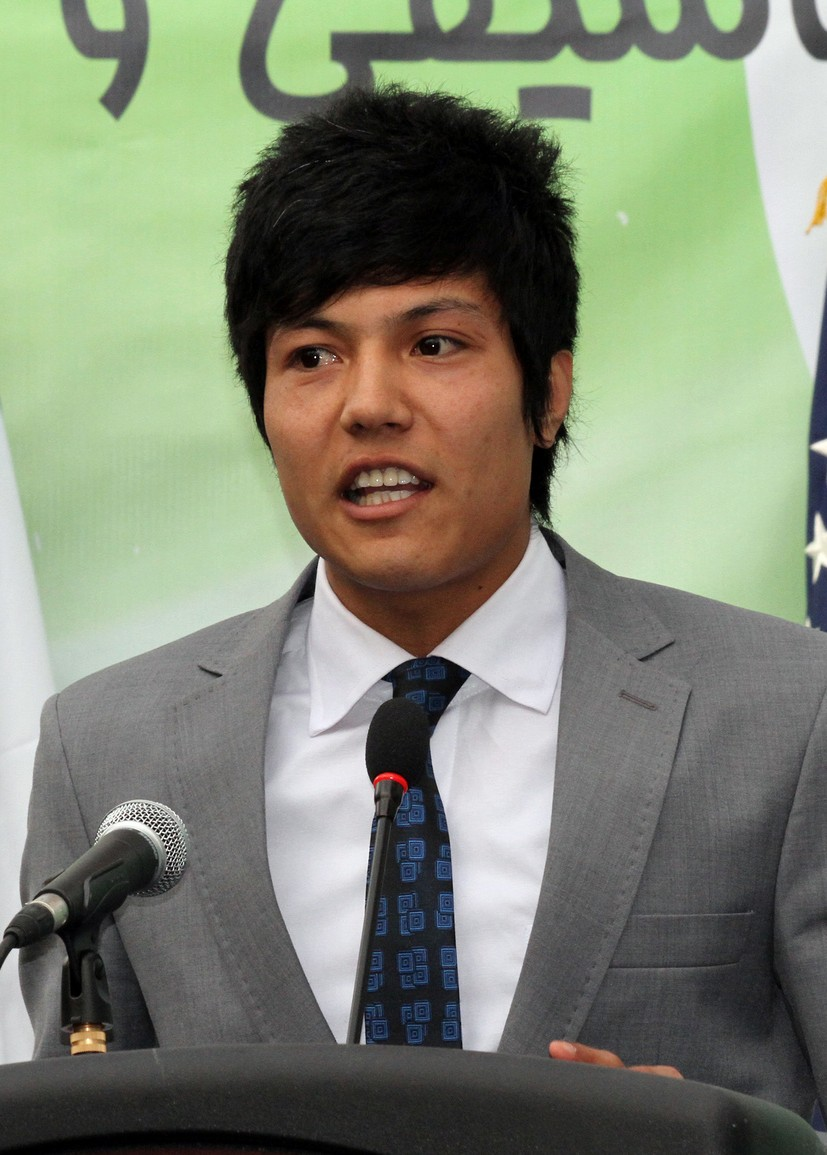
Rohullah Nikpai, der erste afghanische Medaillengewinner, bei einer Rede 2012

In Atlanta 1996 starteten zwei Leichtathleten. Der Marathonläufer Abdul Baser Wasiqi startete trotz einer Oberschenkelverletzung und humpelte als 111. und letzter Teilnehmer nach 4:27:17 h ins Ziel. Der andere Leichtathlet, der 100-Meter-Läufer Abdul Ghafoor, schied in den Vorläufen aus. Gemeldet war ein dritter Teilnehmer, der Boxer Mohammad Jawid Aman, der im Leichtmittelgewicht starten sollte. Da er zu spät zum Wiegen kam, wurde ihm der Start verweigert.
Das IOC schloss Afghanistan 1999 aus, somit wurde eine Teilnahme an den Spielen von Sydney 2000 unmöglich. Gründe des Ausschlusses waren der Bürgerkrieg in Afghanistan, sowie das kleine Budget von 30.000 US-Dollar des NOKs. Hinzu kamen die Frauendiskriminierung und die Bekleidungsvorschriften der Taliban-Regierung. Nach dem Fall der Taliban-Regierung wurde Afghanistan 2002 wieder im IOC aufgenommen.
2004 gingen fünf Sportler an den Start. Die Judoka Friba Razayee war die erste afghanische Frau, die bei Olympischen Spielen an den Start ging. Robina Muqimyar war die erste Leichtathletin Afghanistans.
2008 in Peking nahmen vier Sportler teil, unter ihnen wieder Robina Muqimyar als einzige Frau. Die 19-jährige Mahbooba Ahadgar sollte ebenfalls starten, doch die 1500-Meter-Läuferin verschwand Anfang Juli 2008 aus dem Trainingslager im italienischen Formia. Zuerst wurde von einer Entführung ausgegangen, doch die junge Frau meldete sich später telefonisch bei ihrer Mutter. Aus Todesangst, sie hatte Morddrohungen von muslimischen Extremisten erhalten, wolle sie nicht zurückkehren. Erstmals nahmen in Peking afghanische Sportler im Taekwondo teil. Der Fliegengewichtler Rohullah Nikpai gewann die Bronzemedaille und wurde damit zum ersten Medaillengewinner Afghanistans.
2012 konnte Nikpai eine weitere Bronzemedaille gewinnen, diesmal im Federgewicht. Fünf weitere Sportler, unter ihnen eine Frau, nahmen in der Leichtathletik, im Boxen und im Judo teil.
Afghanistan entsandte zwei jugendliche Sportler zu den ersten Jugendspielen 2010 in Singapur. Ein Leichtathlet und ein Boxer bildeten die afghanische Mannschaft. In Nanjing 2014 nahm eine Taekwondoin teil. 2018 in Buenos Aires traten eine Leichtathletin, ein Boxer und ein Taekwondoin an. Im Schwergewicht gewann der Taekwondoin Nisar Rahimzai mit Bronze die erste afghanische Medaille bei Jugendspielen.
An Jugend-Winterspielen hat Afghanistan bislang nicht teilgenommen.

## Übersicht der Teilnehmer

### Sommerspiele
| Jahr      | Athleten           | Athleten           | Athleten           | Flaggenträger                         | Sportarten         | Sportarten         | Sportarten         | Sportarten         | Sportarten         | Sportarten         | Sportarten         | Sportarten         | Sportarten         | Sportarten         | Medaillen          | Medaillen          | Medaillen          | Medaillen          | Medaillen          |
| Jahr      | Gesamt             | m                  | w                  | Flaggenträger                         | Leichtathletik     | Hockey             | Fußball            | Ringen             | Boxen              | Judo               | Taekwondo          | Radsport           | Schwimmen          | Schießen           |                    |                    |                    | Gesamt             | Rang               |
| --------- | ------------------ | ------------------ | ------------------ | ------------------------------------- | ------------------ | ------------------ | ------------------ | ------------------ | ------------------ | ------------------ | ------------------ | ------------------ | ------------------ | ------------------ | ------------------ | ------------------ | ------------------ | ------------------ | ------------------ |
| 1896–1932 | nicht teilgenommen | nicht teilgenommen | nicht teilgenommen | nicht teilgenommen                    | nicht teilgenommen | nicht teilgenommen | nicht teilgenommen | nicht teilgenommen | nicht teilgenommen | nicht teilgenommen | nicht teilgenommen | nicht teilgenommen | nicht teilgenommen | nicht teilgenommen | nicht teilgenommen | nicht teilgenommen | nicht teilgenommen | nicht teilgenommen | nicht teilgenommen |
| 1936      | 15                 | 15                 | 0                  |                                       | 2                  | 13                 |                    |                    |                    |                    |                    |                    |                    |                    |                    |                    |                    |                    |                    |
| 1948      | 25                 | 25                 | 0                  |                                       |                    | 14                 | 11                 |                    |                    |                    |                    |                    |                    |                    |                    |                    |                    |                    |                    |
| 1952      | nicht teilgenommen | nicht teilgenommen | nicht teilgenommen | nicht teilgenommen                    | nicht teilgenommen | nicht teilgenommen | nicht teilgenommen | nicht teilgenommen | nicht teilgenommen | nicht teilgenommen | nicht teilgenommen | nicht teilgenommen | nicht teilgenommen | nicht teilgenommen | nicht teilgenommen | nicht teilgenommen | nicht teilgenommen | nicht teilgenommen | nicht teilgenommen |
| 1956      | 12                 | 12                 | 0                  |                                       |                    | 12                 |                    |                    |                    |                    |                    |                    |                    |                    |                    |                    |                    |                    |                    |
| 1960      | 12                 | 12                 | 0                  |                                       | 5                  |                    |                    | 7                  |                    |                    |                    |                    |                    |                    |                    |                    |                    |                    |                    |
| 1964      | 8                  | 8                  | 0                  |                                       |                    |                    |                    | 8                  |                    |                    |                    |                    |                    |                    |                    |                    |                    |                    |                    |
| 1968      | 5                  | 5                  | 0                  |                                       |                    |                    |                    | 5                  |                    |                    |                    |                    |                    |                    |                    |                    |                    |                    |                    |
| 1972      | 8                  | 8                  | 0                  | Ghulam Dastagir                       |                    |                    |                    | 8                  |                    |                    |                    |                    |                    |                    |                    |                    |                    |                    |                    |
| 1976      | nicht teilgenommen | nicht teilgenommen | nicht teilgenommen | nicht teilgenommen                    | nicht teilgenommen | nicht teilgenommen | nicht teilgenommen | nicht teilgenommen | nicht teilgenommen | nicht teilgenommen | nicht teilgenommen | nicht teilgenommen | nicht teilgenommen | nicht teilgenommen | nicht teilgenommen | nicht teilgenommen | nicht teilgenommen | nicht teilgenommen | nicht teilgenommen |
| 1980      | 11                 | 11                 | 0                  |                                       |                    |                    |                    | 8                  | 3                  |                    |                    |                    |                    |                    |                    |                    |                    |                    |                    |
| 1984      | nicht teilgenommen | nicht teilgenommen | nicht teilgenommen | nicht teilgenommen                    | nicht teilgenommen | nicht teilgenommen | nicht teilgenommen | nicht teilgenommen | nicht teilgenommen | nicht teilgenommen | nicht teilgenommen | nicht teilgenommen | nicht teilgenommen | nicht teilgenommen | nicht teilgenommen | nicht teilgenommen | nicht teilgenommen | nicht teilgenommen | nicht teilgenommen |
| 1988      | 5                  | 5                  | 0                  | Mohammad Razigul                      |                    |                    |                    | 5                  |                    |                    |                    |                    |                    |                    |                    |                    |                    |                    |                    |
| 1992      | nicht teilgenommen | nicht teilgenommen | nicht teilgenommen | nicht teilgenommen                    | nicht teilgenommen | nicht teilgenommen | nicht teilgenommen | nicht teilgenommen | nicht teilgenommen | nicht teilgenommen | nicht teilgenommen | nicht teilgenommen | nicht teilgenommen | nicht teilgenommen | nicht teilgenommen | nicht teilgenommen | nicht teilgenommen | nicht teilgenommen | nicht teilgenommen |
| 1996      | 2                  | 2                  | 0                  | Muhamed Aman                          | 2                  |                    |                    |                    |                    |                    |                    |                    |                    |                    |                    |                    |                    |                    |                    |
| 2000      | nicht teilgenommen | nicht teilgenommen | nicht teilgenommen | nicht teilgenommen                    | nicht teilgenommen | nicht teilgenommen | nicht teilgenommen | nicht teilgenommen | nicht teilgenommen | nicht teilgenommen | nicht teilgenommen | nicht teilgenommen | nicht teilgenommen | nicht teilgenommen | nicht teilgenommen | nicht teilgenommen | nicht teilgenommen | nicht teilgenommen | nicht teilgenommen |
| 2004      | 5                  | 3                  | 2                  | Nina Suratger                         | 2                  |                    |                    | 1                  | 1                  | 1                  |                    |                    |                    |                    |                    |                    |                    |                    |                    |
| 2008      | 4                  | 3                  | 1                  | Nesar Bahawi                          | 2                  |                    |                    |                    |                    |                    | 2                  |                    |                    |                    |                    |                    | 1                  | 1                  | 80                 |
| 2012      | 6                  | 5                  | 1                  | Nesar Bahawi                          | 2                  |                    |                    |                    | 1                  | 1                  | 2                  |                    |                    |                    |                    |                    | 1                  | 1                  | 79                 |
| 2016      | 3                  | 2                  | 1                  | Mohammad Tawfiq Bakhshi               | 2                  |                    |                    |                    |                    | 1                  |                    |                    |                    |                    |                    |                    |                    |                    |                    |
| 2020      | 5                  | 4                  | 1                  | Kimia Yousofi, Farzad Mansouri        | 2                  |                    |                    |                    |                    |                    | 1                  |                    | 1                  | 1                  |                    |                    |                    |                    |                    |
| 2024      | 6                  | 3                  | 3                  | Fariba Hashimi, Sha Mahmood Noor Zahi | 2                  |                    |                    |                    |                    | 1                  |                    | 2                  | 1                  |                    |                    |                    |                    |                    |                    |
| Gesamt    | Gesamt             | Gesamt             | Gesamt             | Gesamt                                | Gesamt             | Gesamt             | Gesamt             | Gesamt             | Gesamt             | Gesamt             | Gesamt             | Gesamt             |                    |                    | 0                  | 0                  | 2                  | 2                  | 138                |

### Winterspiele
| Jahr      | Athleten           | Athleten           | Athleten           | Flaggenträger      | Sportarten         | Medaillen          | Medaillen          | Medaillen          | Medaillen          | Medaillen          |
| Jahr      | Gesamt             | m                  | w                  | Flaggenträger      | Sportarten         |                    |                    |                    | Gesamt             | Rang               |
| --------- | ------------------ | ------------------ | ------------------ | ------------------ | ------------------ | ------------------ | ------------------ | ------------------ | ------------------ | ------------------ |
| 1924–2018 | nicht teilgenommen | nicht teilgenommen | nicht teilgenommen | nicht teilgenommen | nicht teilgenommen | nicht teilgenommen | nicht teilgenommen | nicht teilgenommen | nicht teilgenommen | nicht teilgenommen |
| Gesamt    | Gesamt             | Gesamt             | Gesamt             | Gesamt             | Gesamt             | 0                  | 0                  | 0                  | 0                  | -                  |

### Jugend-Sommerspiele
| Jahr   | Athleten | Athleten | Athleten | Flaggenträger            | Sportarten     | Sportarten | Sportarten | Medaillen | Medaillen | Medaillen | Medaillen | Medaillen |
| Jahr   | Gesamt   | m        | w        | Flaggenträger            | Leichtathletik | Boxen      | Taekwondo  |           |           |           | Gesamt    | Rang      |
| ------ | -------- | -------- | -------- | ------------------------ | -------------- | ---------- | ---------- | --------- | --------- | --------- | --------- | --------- |
| 2010   | 2        | 2        | 0        | Ahmad Nawabi             | 1              | 1          |            |           |           |           |           |           |
| 2014   | 1        | 0        | 1        | Farahnaz Yaqubi          |                |            | 1          |           |           |           |           |           |
| 2018   | 3        | 2        | 1        | Nisar Ahmad Abdurahimzai | 1              | 1          | 1          |           |           | 1         | 1         | 83        |
| Gesamt | Gesamt   | Gesamt   | Gesamt   | Gesamt                   | Gesamt         | Gesamt     | Gesamt     | 0         | 0         | 1         | 1         | 109       |

### Jugend-Winterspiele
| Jahr      | Athleten           | Athleten           | Athleten           | Flaggenträger      | Sportarten         | Medaillen          | Medaillen          | Medaillen          | Medaillen          | Medaillen          |
| Jahr      | Gesamt             | m                  | w                  | Flaggenträger      | Sportarten         |                    |                    |                    | Gesamt             | Rang               |
| --------- | ------------------ | ------------------ | ------------------ | ------------------ | ------------------ | ------------------ | ------------------ | ------------------ | ------------------ | ------------------ |
| 2012–2016 | nicht teilgenommen | nicht teilgenommen | nicht teilgenommen | nicht teilgenommen | nicht teilgenommen | nicht teilgenommen | nicht teilgenommen | nicht teilgenommen | nicht teilgenommen | nicht teilgenommen |
| Gesamt    | Gesamt             | Gesamt             | Gesamt             | Gesamt             | Gesamt             | 0                  | 0                  | 0                  | 0                  | -                  |

## Liste der Medaillengewinner
Bei den Olympischen Sommerspielen 2008 und 2012 wurde jeweils eine Bronzemedaille im Taekwondo gewonnen.

## Medaillen nach Sportart
| Sportart  | Gold | Silber | Bronze | Gesamt |
| Taekwondo | 0    | 0      | 2      | 2      |
| Gesamt    | 0    | 0      | 2      | 2      |